# Sassonia-Weimar-Eisenach
Lo stato di Sassonia-Weimar-Eisenach fu un Granducato e dal 1918 al 1920 venne dichiarato libero stato nel territorio della Turingia.

## Geografia
Il granducato di Sassonia-Weimar-Eisenach era un grande territorio composto da una serie di distretti (dal 1866 ottenne la provincia prussiana di Assia-Nassau). Il granducato ottenne inoltre le città di Berka/Werra (distretto di Eisenach, 1847), Ruhla (distretto di Eisenach, 1886, assieme con il ducato di Gothaer) e Münchenbernsdorf (distretto di Neustädter, 1904).

## Storia
Un primo ducato venne fondato nel 1572, con il nome di Sassonia-Weimar, sino al 1741, quando il ducato si ampliò, divenendo Sassonia-Eisenach. Il primo duca delle terre di Sassonia-Weimar-Eisenach fu Ernesto Augusto, che costruì il castello del Belvedere a Weimar. Nel XVIII secolo il duca Carlo Augusto e la principessa Luisa furono i protettori di Johann Wolfgang Goethe. Il matrimonio di Carlo Federico con la granduchessa russa Maria Pavlovna nel 1804, sorella dello zar Alessandro I, sancì anche le sorti del ducato al Congresso di Vienna nel 1815 quando, su suggerimento dello stesso Zar, il ducato venne elevato a granducato con 1700 km² di estensione.
Maria Pavlovna, granduchessa sino al 1828, protesse anche molti artisti, tra cui Franz Liszt e Peter Cornelius.
Alla caduta della monarchia nel 1918, lo stato (che dal 1903 era divenuto quasi completamente dipendente dalla Sassonia) venne proclamato stato libero sino al 1920, quando venne compreso nella regione della Turingia.

### Suddivisione amministrativa
Il granducato era ripartito in distretti o circondari:
- Weimar, I e II circolo
- Eisenach
- Dermbach
- Neustadt

### Duchi di Sassonia-Weimar e Sassonia-Eisenach (1741-1815)
| Ritratto | Nome                                                | Ducato    |
|          | Ernesto Augusto I                                   | 1741-1748 |
|          | Federico III di Sassonia-Gotha-Altenburg (Reggente) | 1748-1755 |
|          | Ernesto Augusto II                                  | 1755-1758 |
|          | Anna Amalia di Brunswick-Wolfenbüttel (Reggente)    | 1758-1775 |
|          | Carlo Augusto                                       | 1775-1815 |

### Granduchi di Sassonia-Weimar-Eisenach (1815-1918)
| Ritratto | Nome              | Regno     |
|          | Carlo Augusto     | 1815-1828 |
|          | Carlo Federico    | 1828-1853 |
|          | Carlo Alessandro  | 1853-1901 |
|          | Guglielmo Ernesto | 1901-1918 |